# Paracles tolimensis
Paracles tolimensis är en fjärilsart som beskrevs av Paul Dognin 1912. Paracles tolimensis ingår i släktet Paracles och familjen björnspinnare. Inga underarter finns listade i Catalogue of Life.